# Brachymeria carbonaria
Brachymeria carbonaria är en stekelart som först beskrevs av Leo Zehntner 1906.  Brachymeria carbonaria ingår i släktet Brachymeria och familjen bredlårsteklar. Inga underarter finns listade.